# Тип 159 Коломенского завода

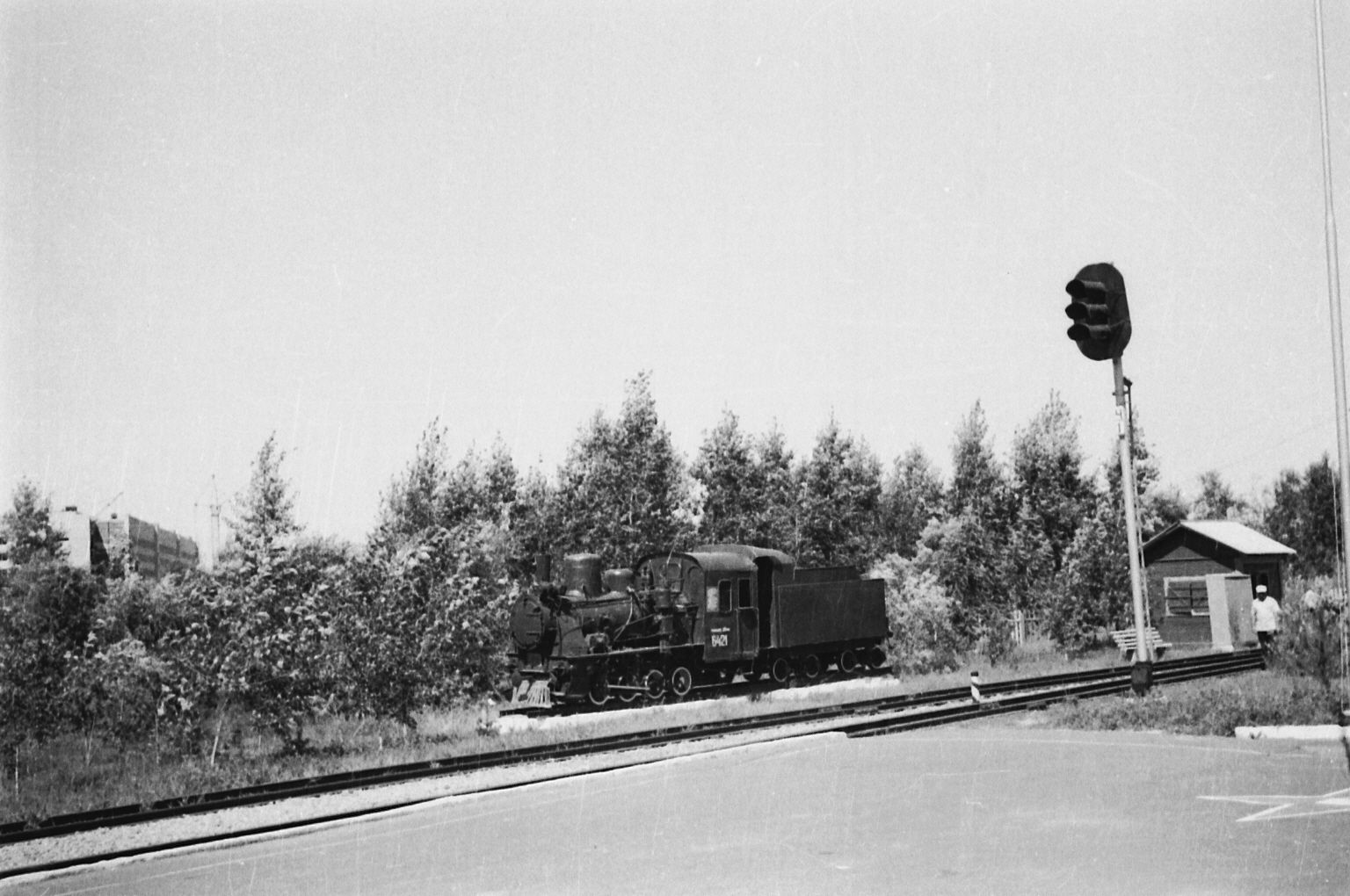
Паровоз 159-6421 на Малой Дальневосточной железной дороге 1977 год

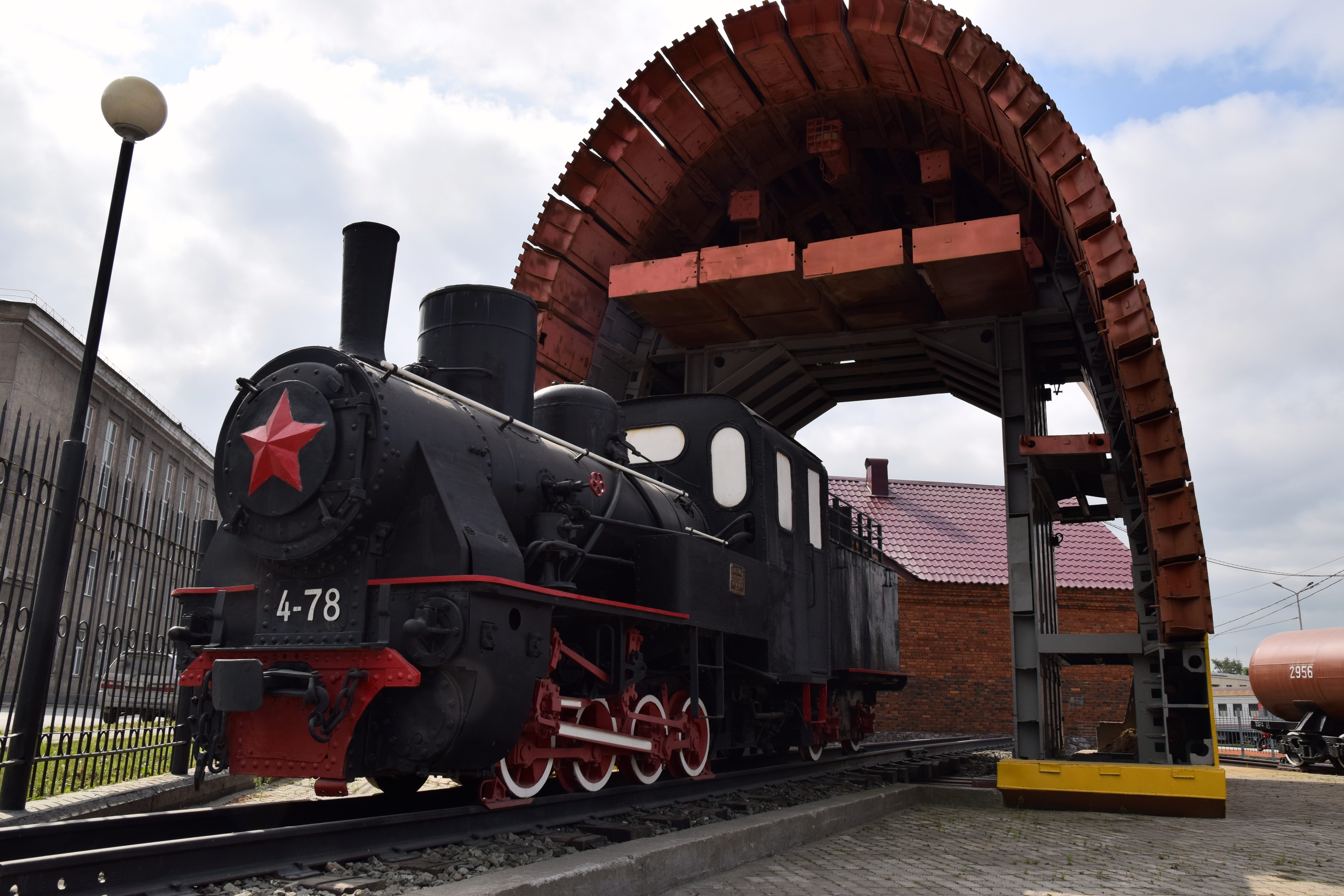
159 4-78

Паровоз 159 — узкоколейный паровоз типа 0-4-0, выпускавшийся в 1930-х годах в СССР.
Паровоз был спроектирован на Коломенском паровозостроительном заводе. Впоследствии с небольшими изменениями паровозы типа 159 строились по чертежам Коломенского завода Подольским, Невским и Новочеркасским заводами. До 1946 года паровоз 159 являлся основным типом узкоколейного паровоза, эксплуатировавшегося в лесной, торфодобывающей и других отраслях промышленности СССР.
На площадках паровоза устанавливались: с левой стороны — ящик для топлива, с правой — бак для воды, что давало возможность паровозу работать на маневрах без тендера в течение часа (в качестве танк-паровоза). В процессе эксплуатации на детских и промышленных дорогах эти ёмкости часто демонтировались за ненадобностью. Паровоз можно было перевозить в собранном виде на стандартной двухосной платформе широкой колеи. Это существенно облегчало использование локомотивов на военно-полевых железных дорогах.

## Сохранившиеся паровозы

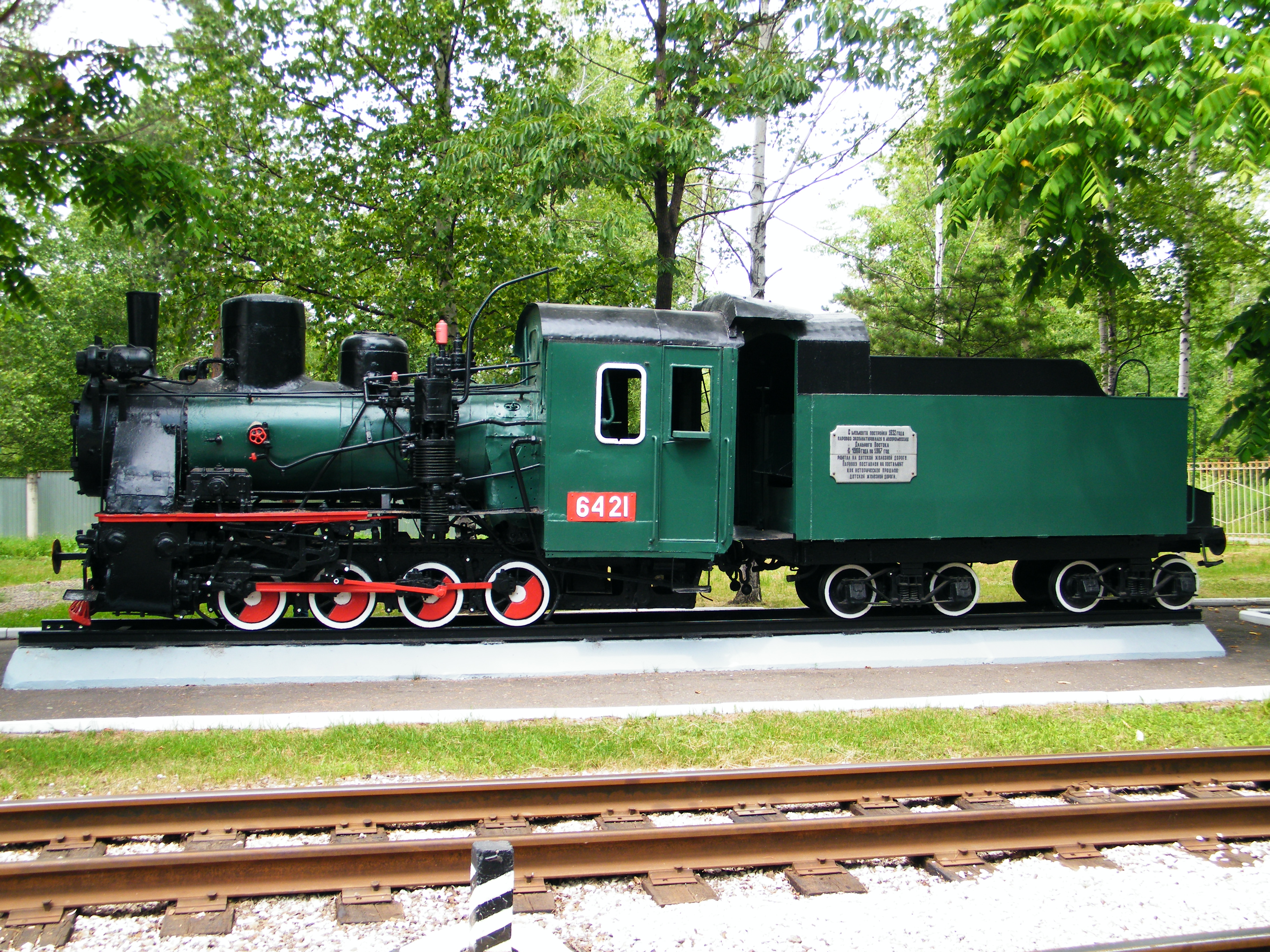
Паровоз 159-6421 на Дальневосточной детской железной дороге

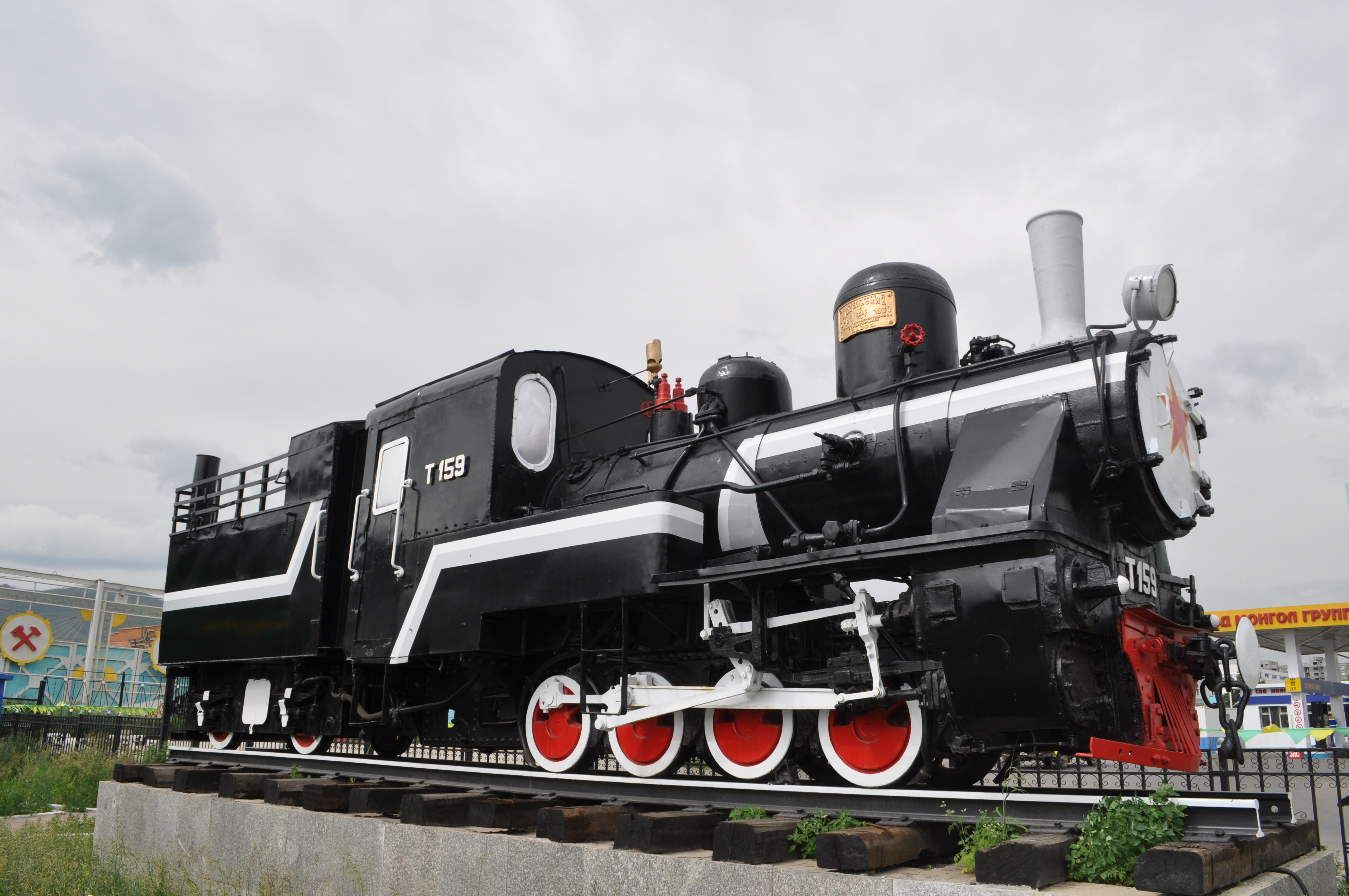
Паровоз 159—469 в музее Дунд-Гол, город Улан-Батор

- 159-141 — памятник на Бакинской детской железной дороге.
- 159-205 — памятник в Новочеркасске, эксплуатировался до 1991 г. на Малой Закавказской железной дороге (Тбилиси), выкуплен в 2010 г.
- 159-503 (Px6-1645) — в музее в Сохачеве, Польша.[1]
- 159-426 (Px4-1614) — в музее в Тарновских Гурах, Польша[1].
- 159-434 — памятник на Ереванской детской железной дороге.
- 159-495 — действующий на Гайворонской узкоколейке, до 2023 - памятник в локомотивном депо Черновцы, работал на Выгодской узкоколейной железной дороге, а до этого на Днепропетровской детской железной дороге.
- 159-6421 — памятник в Хабаровске на Дальневосточной детской железной дороге.
- 159-4-78 — в музее железнодорожного транспорта, город Южно-Сахалинск.

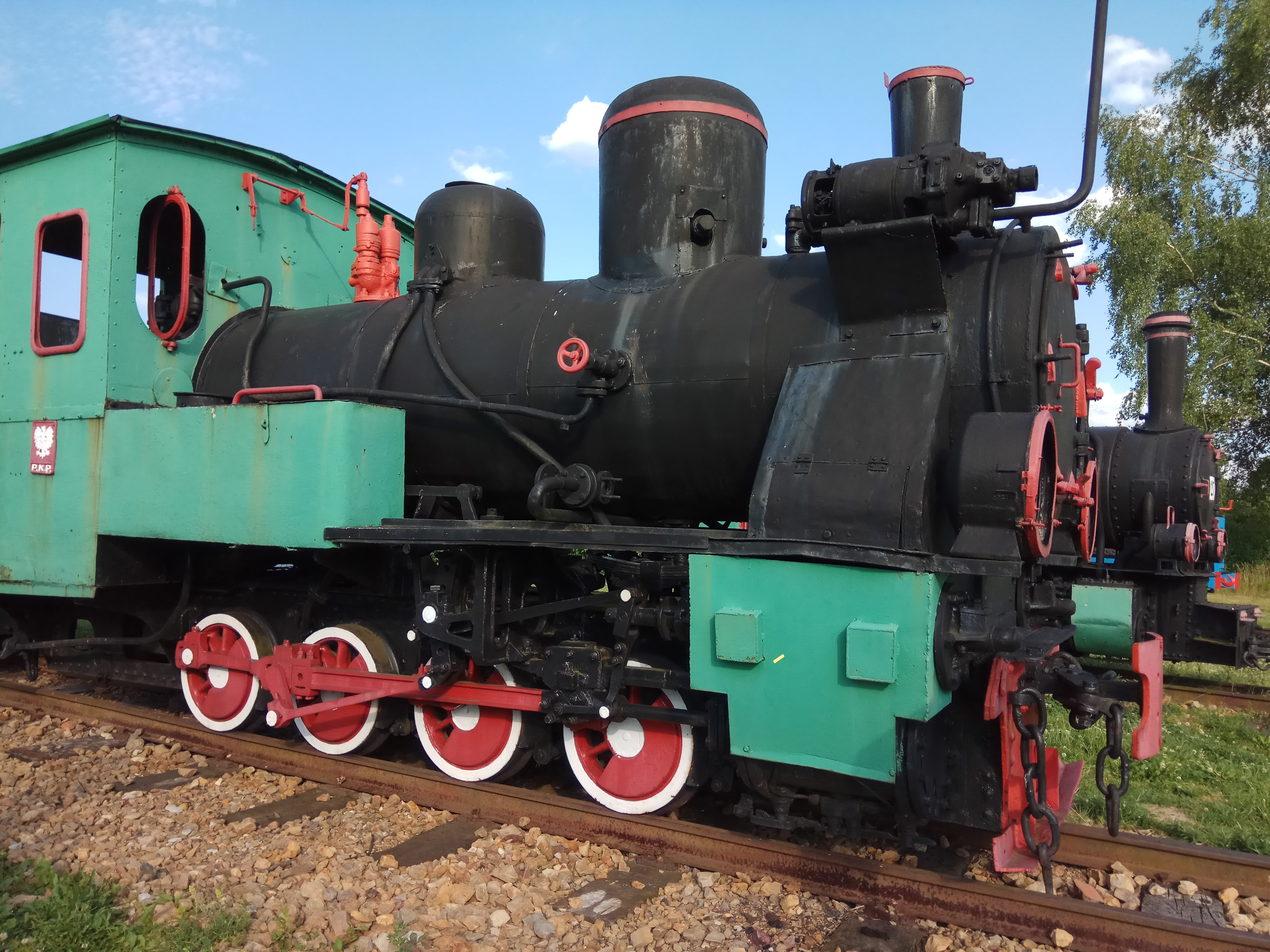
паровоз 159-426

- 159-469 — в музее железнодорожного транспорта (Дунд-Гол), город Улан-Батор, Монголия.